# Nepenthes bongso
Nepenthes bongso is een vleesetende bekerplant uit de familie Nepenthaceae. De soort is endemisch op Sumatra, waar hij voorkomt op een hoogte van 1000 tot 2700 meter boven zeeniveau. De soortnaam bongso is een verwijzing naar de Indonesische legende van Putri Bungsu (letterlijk 'jongste dochter'), de geest die de berg Gunung Marapi bewaakt.

## Ontdekkingsgeschiedenis
Nepenthes bongso werd ontdekt door de Nederlandse botanicus Pieter Willem Korthals, tijdens een expeditie voor de Natuurkundige Commissie voor Nederlands-Indië. In 1839 beschreef Korthals de wetenschappelijke naam in zijn werk Over het geslacht Nepenthes, wat de eerste monografie was die het geslacht behandelde. Het werd in 1839 gepubliceerd in Coenraad Jacob Temmincks Verhandelingen over de Natuurlijke Geschiedenis der Nederlandsche overzeesche bezittingen.

## Natuurlijke hybriden
De volgende natuurlijke hybriden van Nepenthes bongso zijn beschreven:
- N. bongso × N. gymnamphora
- N. bongso × N. singalana
- N. bongso × N. talangensis

... · 
N. alata · 
N. albomarginata · 
N. ampullaria · 
N. argentii · 
N. aristolochioides · 
N. attenboroughii · 
N. bicalcarata · 
N. bokorensis · 
N. bongso · 
N. boschiana · 
N. burkei · 
N. campanulata · 
N. chaniana · 
N. danseri · 
N. deaniana · 
N. densiflora · 
N. diatas · 
N. distillatoria · 
N. edwardsiana · 
N. ephippiata · 
N. gracilis · 
N. gymnamphora · 
N. hirsuta · 
N. inermis · 
N. insignis · 
N. jamban · 
N. khasiana · 
N. lamii · 
N. leyte · 
N. lingulata · 
N. lowii · 
N. macfarlanei · 
N. macrophylla · 
N. madagascariensis · 
N. masoalensis · 
N. maxima · 
N. mirabilis · 
N. monticola · 
N. northiana · 
N. ovata · 
N. peltata · 
N. pervillei · 
N. pitopangii · 
N. rafflesiana · 
N. rajah ·
N. rhombicaulis · 
N. rosea ·
N. sanguinea · 
N. sibuyanensis · 
N. spathulata · 
N. tenax · 
N. tenuis · 
N. veitchii ·
N. ventricosa ·
N. vieillardii ·
N. villosa · 
...